# KLC4
KLC4‏ (Kinesin light chain 4) هوَ بروتين يُشَفر بواسطة جين KLC4 في الإنسان.